# 島貫凌 (アナウンサー)
島貫 凌（しまぬき りょう、1996年6月12日 - ）は、名古屋テレビ放送（メ〜テレ）のアナウンサー。

## 経歴・人物
埼玉県三郷市出身。海城中学校・高等学校、早稲田大学卒業。
早大在学中は早稲田大学放送研究会に所属（同時期に島津咲苗が居た）。乗り鉄。
2019年、名古屋テレビ放送入社。同期は南雲穂波（ただし南雲は大学院卒なので島貫より2歳年上）。
2020年4月3日 - 『ドデスカ!』番組リニューアルにより、月・火曜スポーツキャスターに就任。
2023年10月7日 - 『ドデスカ!ドようびデス。』のサブMCに同期南雲穂波とともに就任。

## 現在の出演番組
- ドデスカ！ - キャスター
  - 月・火曜スポーツ担当（2020年3月30日 - 2023年9月29日）
  - 火～金曜スポーツ担当（2023年10月3日 - 2024年3月21日）
  - 月〜水曜MC（2024年9月9日 - 9月11日）
  - 火～金曜スポーツ・エンタメ担当（2024年4月2日 - ）
- ドデスカ! (土曜日) （ドデスカ!ドようびデス。）- サブMC
  - らしいの真相（2021年4月2日 - 2023年9月30日）
  - サブMC（2023年10月7日 - 2024年3月22日）
- Spoken!(ナレーション）
- メ〜テレNEWS（不定期）

## 過去の出演番組
- アップ! - サブキャスター
  - 木・金曜担当（2022年3月28日 - 2023年3月31日）
  - 金曜担当（2023年4月3日 - 9月22日）
- デルサタ（2020年4月4日 - 2021年3月27日）
- デルサタ11（上記同様）
- BOMBER-E - アシスタント
  - 上坂不在時の代理（2022年10月4日 - 2023年3月）
  - アシスタント（2023年4月11日 - 2024年3月27日）